# Jakowskaja (przystanek kolejowy)
Jakowskaja (ros. Яковская) – przystanek kolejowy w miejscowości Jakowskaja, w rejonie safonowskim, w obwodzie smoleńskim, w Rosji. Położony jest na linii Durowo – Władimirskij Tupik.
Przed II wojną światową stacja kolejowa.